# Ramularia oreophila
Ramularia oreophila är en svampart som beskrevs av Sacc. 1881. Ramularia oreophila ingår i släktet Ramularia och familjen Mycosphaerellaceae.   Inga underarter finns listade i Catalogue of Life.